# Вацлав II Легницкий
Вацлав II Легницкий (пол. Wacław II legnicki, нем. Wenzel II von Liegnitz; 1348 — 30 декабря 1419 года) — князь Легницкий в 1364—1413 годах (вместе с братьями), епископ Любушский (1378—1382) и Вроцлавский (1382—1417), князь Ныский (1382—1417).

## Биография
Представитель легницкой линии Силезских Пястов. Второй сын князя Вацлава I Легницкого (1310/1318 — 1364) и Анны Цешинской (ок. 1324—1367). Братья — князья Руперт I, Болеслав IV и Генрих VIII Легницкие.
Вацлав I Легницкий (отец Вацлава II), не желая разделять небольшое княжество между четырьмя сыновьями, избрал для Вацлава, Болеслава IV и Генриха VIII духовную карьеру. Единственным правителем Легницкого княжества должен был стать Руперт I, старший сын Вацлава I. Еще в 1363 году при содействии своего отца Вацлав получил сан каноника вроцлавского капитула (хотя эту должность он формально занял только в 1368 году).
В 1364 году после смерти князя Вацлава I Легницкое княжество получили в совместное владение его сыновья Руперт I, Вацлав II, Болеслав IV и Генрих VIII. Вначале Вацлав и его младшие братья перешли под опеку дяди, князя Людвика Бжегского, а затем старшего брата, князя Руперта Легницкого. При поддержке своего дяди Людвика Справедливого, князя Бжегского, Вацлав в 1371 году получил должность прелата во Вроцлаве.
Еще в 1363 году Вацлав Легницкий начал учиться в Пражском университете, а в 1370-х годах уехал в Монпелье в Южной Франции, где получил ученую степень в области канонического права. В 1373 году Вацлав был избран каноником Оломоуцкого епископства.
3 декабря 1375 года Вацлав II Легницкий получил от папы римского Григория XI сан епископа Любушского, несмотря на то, что по каноническим законам ему еще не было тридцати лет. О правлении епископа Вацлава в Любуше известно крайне мало (в 1378 году князь-епископ участвовал в церковном синоде Гнезненского архиепископства в Калише).
Любушская епархия не приносила много доходов. Кроме того, этот район был расположен на границе Бранденбурга и Чехии, и незадолго до вступления Вацлава в сан епископа был значительно разрушен во время войны Виттельсбахов с Люксембургами. Вацлав вынужден был принять решение о переносе столицы епархии из Любуша в Фюрстенвальде.
В 1378 году у Вацлава Легницкого появился шанс на приобретение более богатой Вроцлавской епархии, когда новоизбранный глава местного капитула не получил папского одобрения. Вначале казалось, что избрание Вацлава II не вызовет никаких проблем, но из-за смерти императора Карла IV Люксембурга и Великого западного раскола в церкви должность епископа вроцлавского оставалась вакантна в течение почти шести лет, до 19 апреля 1382 года, когда Вацлав II окончательно получил подтверждение от папы римского, как новый епископ. Выдвижению Вацлава Легницкого на должность епископа вроцлавского способствовал его младший брат Генрих VIII Легницкий, исполнявший в 1379—1382 годах функции администратора Вроцлавской епархии.
Довольно быстро Вацлав Легницкий зарекомендовал себя как энергичный политик, который неизменно стоял на стороне Ватикана, за что в 1385 году папа римский Урбан VI хотел дать ему титул кардинала. По неизвестным причинам, князь-епископ отказался от кардинальской шапки.
В первые годы своего правления во Вроцлавской епархии Вацлав II Легницкий вступил в острый спор с мещанами Вроцлава, которые пытались ликвидировать закон о неприкосновенность церкви. Все началось с того, что князь Руперт I Легницкий прислал в дар своему младшему брату Генриху VIII несколько бочек пива, которые были привезены из Свидницы. Власти Вроцлава признали этот факт нарушением экономических привилегий города и конфисковали весь транспорт, встретив острую реакцию со стороны церкви — интердикт на город. Вскоре после этого горожане Вроцлава обратились к королю Чехии Вацлаву IV Люксембургскому с просьбой урегулировать этот спор. Чешский король прибыл во Вроцлав и признал вину церкви. В ответ на сопротивление епископа и каноников Вацлав IV приказал конфисковать церковное имущество, в том числе храмы. Этот спор был очень серьезным для князя-епископа Вацлава II Легницкого, который еще не получил от чешского короля подтверждения епископского сана. В конце 1382 года между епископом и горожанами Вроцлава было достигнуто соглашение. В обмен за отзыв интердикта Вроцлав разрешил ввозить товары из церковных владений (было разрешено приобретение для собственных нужд, без возможности продажи). Кроме того, король Чехии Вацлав IV Люксембургский утвердил князя Вацлава Легницкого в епископском сане. Затем Вацлав II Легницкий официально получил во владение Ныское княжество в качестве феода, принадлежавшее Вроцлавской епархии.
В качестве епископа вроцлавского Вацлав II Легницкий зарекомендовал себя эффективным администратором. В 1415 году он отдал приказ о введении и внесении изменений в епископальной епархии светского суда. Вацлав II организовал четыре епархиальных синода (в 1401, 1405, 1406 и 1410 годах).
Князь-епископ был также известен жертвованием крупных сумм в церковный фонд. За это время были созданы: каноническая школа в Отмухуве, коллегиальные костёлы в Глогуве и Немодлине. В спорах между силезскими князьями и церковью Вацлав Легницкий использовал право на отлучение от церкви своих родственников (эта санкция была применена, например, в отношении князя Болька IV Опольского).
Такое отношение Вацлава Легницкого вызвало некоторые проблемы, в частности, нападения на церковные владения различных преступных групп, в состав которых нередко входили даже князья (например, Генрих ІХ Любинский). Для того, чтобы собрать деньги для обороны, Вацлав не стеснялся отдавать в залог церковное имущество.
В январе 1409 года скончался князь Руперт I Легницкий, не оставив после себя мужских потомков. После смерти последнего из своих братьев князь-епископ Вацлав Легницкий стал единственным наследником Легницкого княжества. Через два месяца, 19 марта, Вацлав назначил своими наследниками двоюродных племянников, князей Генриха IX Любинского и Людвика II Бжегского, внуков Людвика I Справедливого. До 1413 года Вацлав одновременно руководил Вроцлавской епархией и Легницким княжеством, пытаясь, таким образом, сохранить титул епископа для своих наследников.
В конце концов, 16 марта 1413 года, епископ вроцлавский Вацлав отказался от власти в Легнице и передал княжество князю Людвику II Бжегскому. Это решение вызвало многолетнюю войну между братьями Людвиком II и Генрихом IX, так как старший брат почувствовал себя оскорбленным тем фактом, что его младший брат Людвик II получил во владение целое Легницкое княжество. Генрих ІХ Любинский выразил протест против решения епископа вроцлавского и попытался убедить его отменить свое решение, но Вацлав II сохранить наследство за Людвиком Бжегским.
В 1417 году старый и уставший Вацлав II Легницкий сообщил в Рим папе Мартину V о своём отказе от епископства. Римский папа утвердил отставку Вацлава Легницкого и назначил новым епископом вроцлавским князя Конрада IV Олесницкого.
После отставки с должности епископа Вацлав Легницкий удалился в епископский Отмухув, где провел последние годы своей жизни. 30 декабря 1419 года Вацлав II скончался, он был похоронен в местной коллегиате Святого Николая. Позднее его останки с надгробной плитой были перенесены в Нысу, а с 1682 года они хранятся в церкви Святого Якова.

## В культуре
- Генрик Сенкевич, роман Крестоносцы.